# Nu Tucanae

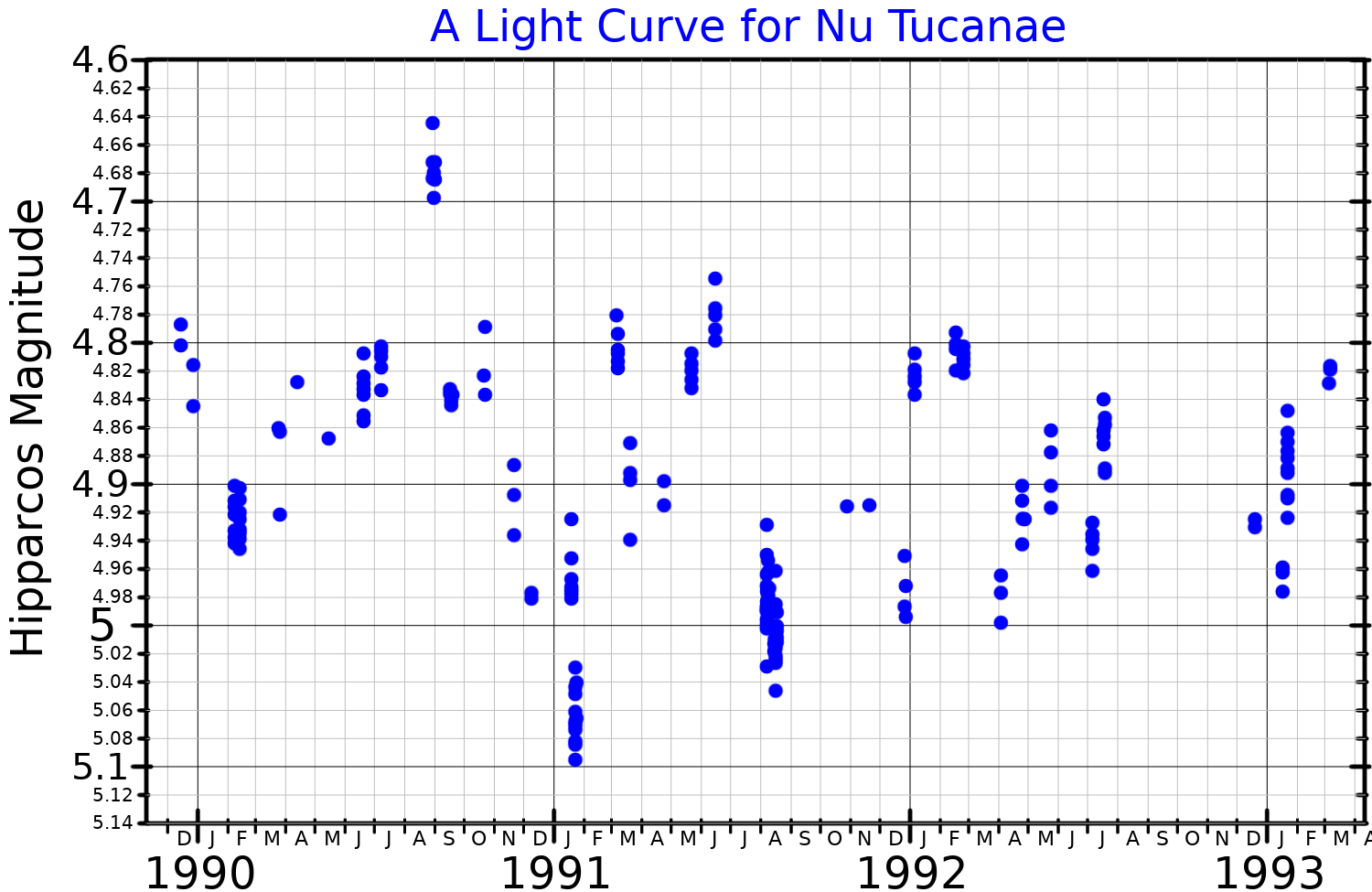
Curvas de luz de Nu Tucanae.

Nu Tucanae (ν Tuc / ν Tucanae) é uma estrela na constelação de Tucana.
Nu Tucanae é uma gigante vermelha de classe espectral M4III com uma magnitude aparente média de 4,91. É classificada como uma variável irregular e sua luminosidade varia a magnitude de 4,75 a 4,93.